# Charly Mottet

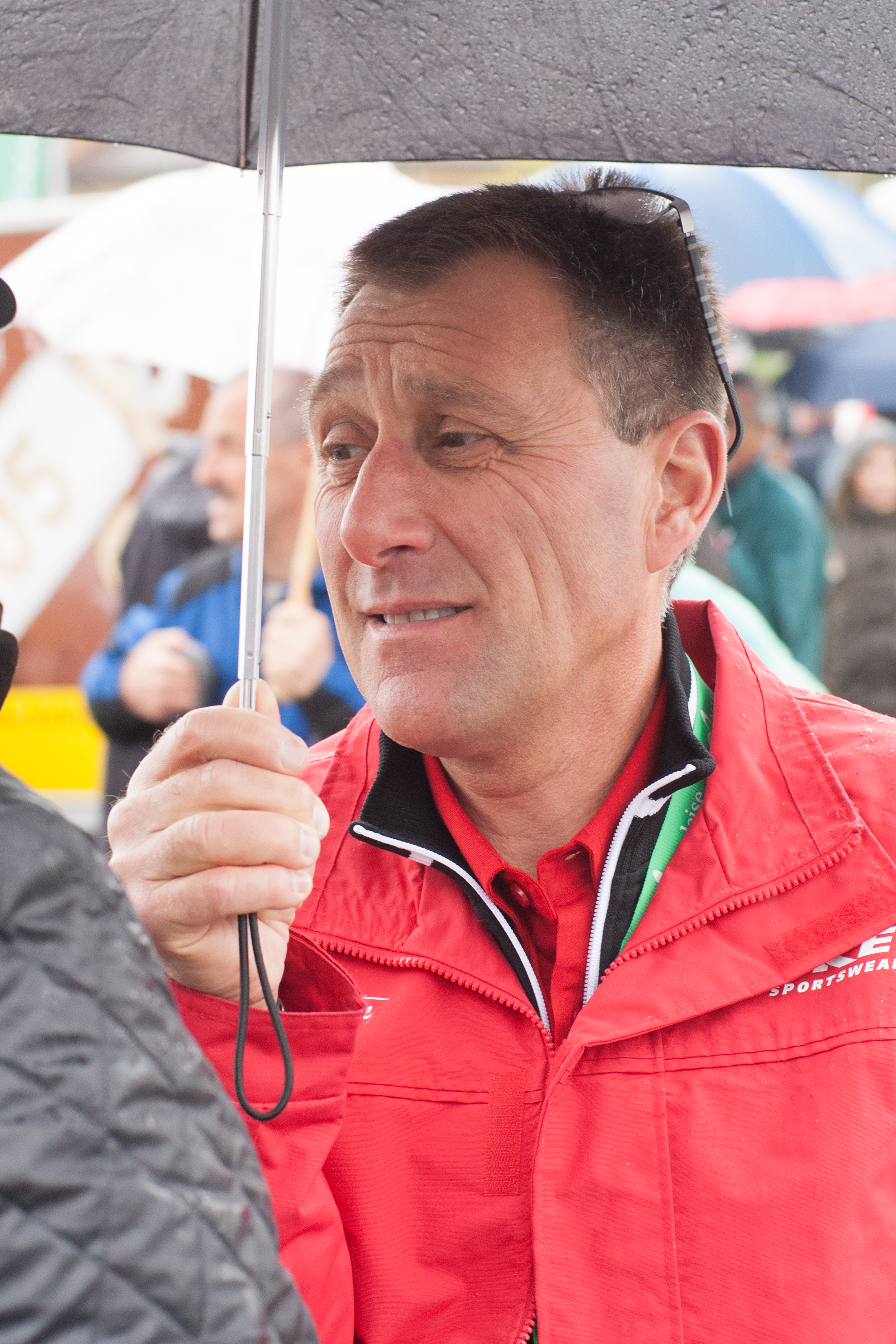
Charly Mottet vid Tour de Romandie 2013.

Charles "Charly" Mottet, född den 16 december 1962 i Valence, Drôme, är en fransk före detta tävlingscyklist.
Efter karriären som cyklist fortsatte Mottet inom cykelsporten, framförallt som loppsdirektör. Först för Critérium du Dauphiné Libéré som han skötte i fjorton år fram till att Amaury Sport Organisation tog över tävlingen, varefter han flyttade till Kanada och tog över ledningen av de 2010 nytstartade Grand Prix Cycliste de Québec och Grand Prix Cycliste de Montréal. Därtill arbetade han som teknisk rådgivare åt UCI vid de Olympiska spelen 2004 och 2008. Han var också sportdirektör för det franska landslaget 1997 och 1998.

## Meriter

### Landsväg
1983
2:a totalt i Tour de Luxembourg
Vinnare av etapp 1
2:a totalt i Route du Sud
Vinnare av etapp 2
5:a totalt i Tour du Vaucluse
6:a totalt i Tour de l'Avenir
1984
Vinnare totalt av  Tour de l'Avenir
Vinnare av etapp 7
Vinnare av  ungdomstävlingen i Giro d'Italia
Vinnare av etapp 5 i Clásico RCN
2:a i Paris–Bryssel
9:a totalt i Tour de Romandie
1985
Vinnare totalt av Tour du Haut Var
Vinnare av Grand Prix d'Ouverture La Marseillaise
Vinnare av Grand Prix des Nations
Vinnare av Giro del Piemonte
Vinnare av Duo Normand (med Thierry Marie)
Vinnare av etapperna 9 och 11 i Tour de l'Avenir
2:a totalt i Paris–Bourges
3:a i Firenze–Pistoia
5:a totalt i Critérium International
6:a totalt i Étoile de Bessèges
Vinnare av etapp 3
8:a totalt i Tour du Limousin
9:a totalt i Paris–Nice
Vinnare av etapp 7a
Vinnare av  ungdomstävlingen
1986
Vinnare av etapperna 9 och 11 i Vuelta a España
Vinnare av Grand Prix Eddy Merckx
Vinnare av Breuillet
Vinnare av etapp 2 i Tour du Vaucluse
2:a  i linjelopp vid Världsmästerskapen i landsvägscykling
2:a totalt i Route du Sud
Vinnare av etapp 1
2:a i Firenze–Pistoia
3:a totalt i Volta a Catalunya
3:a i Paris–Tours
4:a totalt i Critérium International
4:a i Grand Prix des Nations
7:a i Super Prestige Pernod
9:a totalt i Paris–Nice
10:a i La Flèche Wallonne
1987
Vinnare totalt av  Critérium du Dauphiné Libéré
Vinnare totalt av Tour du Limousin
Vinnare av etapp 1
Vinnare av Critérium des As
Vinnare av Grand Prix des Nations
3:a totalt i Dunkirks fyradagars
3:a i Grand Prix Eddy Merckx
4:a totalt i Tour de France
4:a i Paris–Tours
4:a i Super Prestige Pernod
9:a i Giro di Lombardia
1988
Vinnare av Giro di Lombardia
Vinnare av Giro del Lazio
Vinnare av Grand Prix des Nations
Vinnare totalt av Tour du Vaucluse
Vinnare av etapp 2b
2:a totalt i Dunkirks fyradagars
Vinnare av etapp 6a (ITT)
2:a i Grand Prix Ouest-France
2:a totalt i Paris–Bourges
Vinnare av etapp 2
2:a totalt i Tour Méditerranéen
3:a totalt i Critérium du Dauphiné Libéré
Vinnare av etapp 3
3:a totalt i Euskal Bizikleta
3:a i Trofeo Baracchi
3:a i Grand Prix de Wallonie
4:a i La Flèche Wallonne
5:a totalt i Ronde van Nederland
7:a i Flandern runt
7:a i Liège–Bastogne–Liège
8:a i Grand Prix Eddy Merckx
10:a i Trophée des Grimpeurs
1989
Vinnare totalt av  Critérium du Dauphiné Libéré
Vinnare av etapp 3
Vinnare totalt av Dunkirks fyradagars
Vinnare av etapp 3b
Vinnare av Boucles de l'Aulne
Vinnare av Giro del Lazio
Vinnare av etapp 3 i Tour d'Armorique
2:a totalt i Tour of Ireland
2:a totalt i Critérium International
2:a i Tre Valli Varesine
3:a totalt i Tirreno–Adriatico
Vinnare av etapp 6
3:a totalt i Vuelta a la Comunidad Valenciana
3:a i Grand Prix des Amériques
3:a i Grand Prix des Nations
4:a i Clásica de San Sebastián
4:a totalt i Grand Prix du Midi Libre
Vinnare av prologen
6:a totalt i Tour de France
7:a i Trophée des Grimpeurs
10:a totalt i Driedaagse van De Panne-Koksijde
1990
Vinnare av etapp 15 i Tour de France
Vinnare totalt av  Tour de Romandie
Vinnare av prologen och etapp 3b
Vinnare av Züri Metzgete
2:a totalt i Giro d'Italia
Vinnare av etapp 16
5:a totalt i Tour Méditerranéen
6:a i Trofeo Baracchi
1991
Vinnare totalt av Dunkirks fyradagars
Vinnare av Classique des Alpes
Vinnare av etapp 2 Tour d'Armorique
2:a i Coppa Agostoni
3:a totalt i Critérium International
Vinnare av etapp 2
3:a i Giro dell'Emilia
4:a totalt i Tour de France
Vinnare av etapperna 11 och 12
5:a totalt i Vuelta a Andalucía
6:a i Trophée des Grimpeurs
9:a i Trofeo Luis Puig
10:a i Clásica de San Sebastián
1992
Vinnare totalt av  Critérium du Dauphiné Libéré
Vinnare av etapp 8
Vinnare av Coppa Bernocchi
3:a totalt i Tour de Romandie
5:a i Trophée des Grimpeurs
8:a totalt i Volta a Catalunya
10:a totalt i Paris–Nice
1993
Vinnare totalt av Tour du Limousin
Vinnare av etapp 4b
Vinnare totalt av Tour Méditerranéen
Vinnare av etapp 3
2:a i Züri Metzgete
3:a totalt i Étoile de Bessèges
4:a i Grand Prix d'Ouverture La Marseillaise
5:a i Giro di Lombardia
1994
Vinnare av etapp 7 i Paris–Nice
2:a i Paris–Camembert
3:a totalt i Route du Sud
5:a totalt i Tour Méditerranéen
5:a i Grand Prix des Nations
8:a totalt i Étoile de Bessèges
| Placeringar i Grand Tours | Placeringar i Grand Tours | Placeringar i Grand Tours | Placeringar i Grand Tours | Placeringar i Grand Tours | Placeringar i Grand Tours | Placeringar i Grand Tours | Placeringar i Grand Tours | Placeringar i Grand Tours | Placeringar i Grand Tours | Placeringar i Grand Tours | Placeringar i Grand Tours |
| Grand Tour                | 1984                      | 1985                      | 1986                      | 1987                      | 1988                      | 1989                      | 1990                      | 1991                      | 1992                      | 1993                      | 1994                      |
| ------------------------- | ------------------------- | ------------------------- | ------------------------- | ------------------------- | ------------------------- | ------------------------- | ------------------------- | ------------------------- | ------------------------- | ------------------------- | ------------------------- |
| Vuelta a España           | —                         | —                         | 22                        | —                         | —                         | —                         | —                         | —                         | —                         | —                         | —                         |
| Giro d'Italia             | 21                        | —                         | —                         | —                         | —                         | —                         | 2                         | —                         | —                         | —                         | —                         |
| Tour de France            | —                         | 36                        | 16                        | 4                         | DNF                       | 6                         | 40                        | 4                         | DNF                       | 40                        | 46                        |

DNF = fullföljde ej

### Bana
1986
2:a i Paris sexdagars (med Tony Doyle)
1987
Vinnare av Grenobles sexdagars (med Bernard Vallet)
1988
Vinnare av Grenobles sexdagars (med Roman Hermann)
1989
Vinnare av Paris sexdagars (med Etienne De Wilde)
3:a i Grenobles sexdagars (med Etienne De Wilde)
1994
3:a i Bordeaux sexdagars (med Pierangelo Bincoletto)